# Улрих фон Раполтщайн
Улрих фон Раполтщайн VI (на немски: Ulrich VI von Rappoltstein; * 1495; † 25 юли 1531) е господар на Раполтщайн и Рибопиер.

## Произход
Той е вторият син на Вилхелм II фон Раполтщайн-Рибопиер (1468 – 1547) и съпругата му Маргарета фон Цвайбрюкен († 1505). По-големият му брат Георг фон Раполтщайн умира бездетен на 25 август 1548 г. По-малките му братя са Йохан Якоб († 1519) и Вилхелм († 1527, Рим).

## Фамилия
Той се жени на 10 юли 1522 г. за Анна Александрия фон Фюрстенберг (* 18 февруари 1504; † 11 май 1581), дъщеря на граф Волфганг I фон Фюрстенберг (1465 – 1509) и Елизабет фон Золмс-Браунфелс (1469 – 1540). Те имат децата:
- Елизабет (1523), омъжена на 2 октомври 1541 г. в Офенбург за Ханс V фон Хайдек (1500 – 1554)
- Йохан (1524 – 1541)
- Йохана (1525 – 1569), омъжена на 6 ноември 1543 г. за Георг IV фон Валдбург-Волфег-Цайл (1523 – 1556)
- Сузана (1526)
- Егинолф III фон Раполтщайн-Рибопиер (1527 – 1585), женен I. 1548 г. за Елизабет фон Сайн (1529 – 1549), II. на 22 август 1558 г. за Мария фон Ербах (1541 – 1606)
- Маргарета (1530)
- Анселм (1531 – 1540)